# Dorsten Diekmann

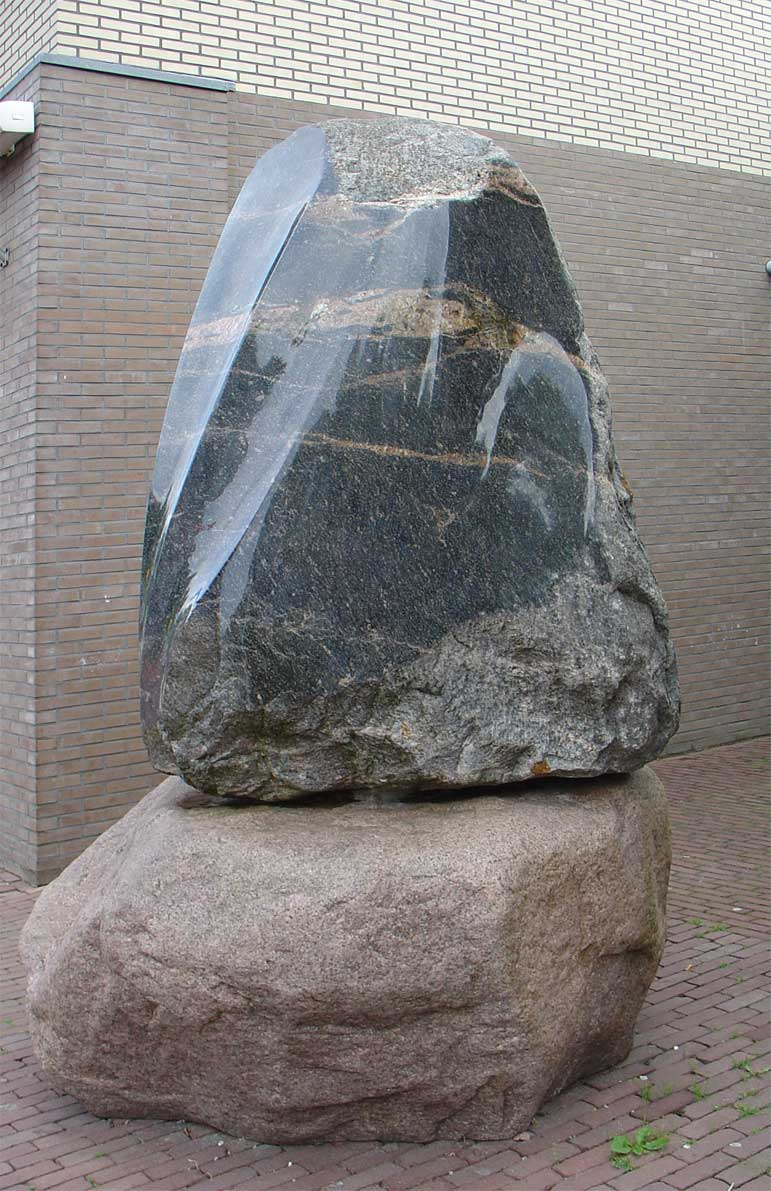
Gleichgewicht-Balans door Dorsten Diekmann Hoofdstraat Borger (2002)

Dorsten Diekmann (Osnabrück, 1960) is een Duitse beeldhouwer.

## Leven en werk
Diekmann werd in de jaren 1976 tot 1979 opgeleid tot steenbeeldhouwer en steenhouwer. Van 1982 tot 1985 volgde hij de opleiding aan de kunstacademie van Flensburg. Na enige jaren als beeldhouwer in Berlijn te hebben gewerkt vestigde hij zich in 1994 in Lemgo, de plaats waar hij was opgegroeid.

## Werken
In Duitsland zijn beelden van Diekmann onder meer te vinden in de openbare ruimte van steden als Lemgo, Detmold en Extertal-Bösingfeld.
Zijn beeld in het Drentse Borger, Gleichgewicht-Balans, bestaat uit twee delen: een uit Zweden afkomstige zwerfsteen en een daarbovenop geplaatste gneis. Dit beeld maakt deel uit van het project Art in stone.